# Cicurina arcuata
Cicurina arcuata là một loài nhện trong họ Dictynidae.
Loài này thuộc chi Cicurina. Cicurina arcuata được Eugen von Keyserling miêu tả năm 1887.